# 愛知県立津島東高等学校
愛知県立津島東高等学校（あいちけんりつ つしまひがしこうとうがっこう）は、愛知県津島市にある公立の高等学校である。

## 教育方針
- 智 さとく

たゆまぬ努力による知性の向上
- 剛 つよく

練磨によるたくましい心身
- 恕 あたたかく

人間愛にもとづくあたたかい思いやり

## 沿革
- 1975年（昭和50年）9月 - 津島市、海部郡12町村、及び小中学校PTA連合会等が一体となり、海部・津島地区に全日制普通科の高等学校を誘致すべく、関係方面への陳情活動を開始。
- 1976年（昭和51年）9月 - 津島市蛭間町弁日地区に県立高等学校の設置が決定。
- 1977年（昭和52年）
  - 10月 - 募集人員公告。全日制普通科（6学級）と決定。入学選抜事務取扱校、県立津島高等学校に決定。
  - 12月 - 愛知県条例により、愛知県立津島東高等学校と校名が決定。
- 1978年（昭和53年）4月 - 愛知県立津島東高等学校開校。塚本文雄、初代校長に補せられる。教頭1名、教諭13名、養護教諭1名、事務長1名、主事3名、用務員1名発令（校長以下職員21名、外に講師3名、教師2名）、第1回生270名入学。
- 1983年（昭和58年）4月 - 定員増に伴う376名（8クラス）入学。
- 1996年（平成8年）4月 - 募集人員280名（7クラス）入学。
- 2001年（平成13年）4月 - 募集人員240名（6クラス）入学。
- 2012年（平成24年）4月 - 募集人員280名（7クラス）入学。

## 部活動

### 運動部
- 野球部
- ソフトボール部(募集停止)
- サッカー部
- 硬式テニス部（男子・女子）
- ハンドボール部
- 剣道部
- 弓道部
- 陸上部
- バスケットボール部（男子・女子）
- バレーボール部（男子・女子）
- 卓球部（男子・女子）

### 文化部
- 管弦楽部
- 箏曲部
- 茶華道部
- 写真部
- 美術部
- 理科研究部
- 将棋部
- ボランティア部

## 設置学科
- 全日制普通科

## 交通アクセス
- 名鉄津島線 青塚駅より徒歩で約25分・自転車で約10分。
- 名鉄バス：名古屋津島線「神守ノリタケ前」バス停より徒歩で約10分。